# Cyclosa libertad
Cyclosa libertad là một loài nhện trong họ Araneidae.
Loài này thuộc chi Cyclosa. Cyclosa libertad được Herbert Walter Levi miêu tả năm 1999.